# Вышеславцев, Юрий Фёдорович
Юрий Фёдорович Вышеславцев (1 апреля 1934, дер. Макуровка, Западная область — 28 июня 2020, Москва, Россия) — советский и российский химик-технолог, Герой Социалистического Труда (1979).

## Биография
Окончил Московский институт тонкой химической технологии (1957), инженер-химик-технолог; кандидат экономических наук (1982).
Лауреат премии им. И. М. Губкина (1978), почетный работник газовой промышленности (1977). Герой Социалистического Труда (1979). Награждён орденами Ленина (1974, 1979), Трудового Красного Знамени (1971, 1974), Дружбы народов (1986), медалями. Почётный гражданин города Оренбурга.
В 1957—1973 гг. — оператор, начальник установки, заместитель начальника производства, главный технолог, главный инженер завода аммиака и спиртов, заместитель главного инженера Салаватского нефтехимического комбината; в 1973—1981 гг. — начальник ПО «Оренбурггазпром»; в 1981—1988 гг. — начальник, главный инженер главного управления Мингазпрома; в 1988—1991 гг. — заместитель начальника главного управления Министерства нефтяной промышленности; с 1993 г. — главный специалист лаборатории экономических исследований ООО «Оренбурггазпром».
Принимал участие в сооружении Оренбургского газохимического комплекса, строительстве магистральных газопроводов Оренбург — Новопсков, «Союз», газоперерабатывающего и гелиевого заводов. Руководил работами по освоению и развитию Оренбургского газоконденсатного месторождения. Имеет 10 авторских свидетельств на изобретения.
Вклад Юрия Федоровича в создание Оренбургского газового комплекса бесспорен и весом. За короткий срок в объединении создан девятитысячный коллектив, который под его руководством осуществлял строительство и монтаж установок газоперерабатывающего завода, магистральных газопроводов, успешно провел пусконаладочные работы и вывел установки комплексной подготовки газа и первую очередь Оренбургского газоперерабатывающего завода на нормальный технологический режим. Досрочно освоены и превзойдены проектные мощности первой очереди предприятия по добыче и переработке газа. Каждые сутки и тут стало добываться и перерабатываться 48 миллионов кубометров газа, вырабатываться 975 тонн серы и 2200 тонн газового конденсата. Досрочно были введены в эксплуатацию компрессорные станции на газопроводе «Союз» и начата регулярная подача газа для стран СЭВ.
Уникальный Оренбургский газовый гигант с каждым годом продолжал набирать силу, и достиг уровня в 480 миллиардов кубометров газа в год. Дело, которым руководил Ю. Ф. Вышеславцев, захватило его своими масштабами. Его рабочий день заполнялся до минут. Главным в своей деятельности он считал работу с людьми и заботу о них. Поэтому Ю. Ф. Вышеславцева интересовало буквально все о каждом труженике: хорошо ли он зарабатывает, каково у него семейное положение, как налажен быт, обеспечен ли жильем, как обстоят дела с отдыхом и здоровьем? Сплав знаний, убеждений и практического действия — вот что лежит в основе жизненной позиции Ю. Ф. Вышеславцева. Несмотря на занятость, он находил время выступать в трудовых коллективах с лекциями, докладами, любил просто побеседовать с рабочими и инженерами на их рабочих местах.
Представляя интересы страны, Вышеславцев побывал в США, Канаде, Франции, Австрии.
«Всюду я видел „свободный мир“ с очередями безработных на биржах труда, с расовой дискриминацией, духовным оскудением „лишнего“ молодого поколения», — так характеризовал капиталистическую систему убежденный сторонник социалистического пути развития.
При нём в Оренбурге были построены около 200 жилых домов, 27 детских садов, 19 общежитий, Дворец культуры и спорта «Газовик», санаторий-профилакторий «Озон», телефонная станция, 2 поликлиники, терапевтический комплекс, 11 детских дворовых клубов, 2 лагеря отдыха — «Самородово» и на берегу Чёрного моря, сооружены 33 газопровода-отвода протяженностью более 300 километров, что позволило газифицировать уже в то время 65 тысяч квартир. Инициатор создания и автор двухтомной книги «Мы — газовики Оренбуржья» и юбилейного издания «ООО „Газпром добыча Оренбург“ — 40 лет великих свершений».
В знак глубокой признательности, ООО «Газпром добыча Оренбург» учредило турнир по дзюдо «Евразия» на призы Героя Социалистического труда Ю. Ф. Вышеславцева. На здании офиса Общества в его честь установлена почетная доска.
Похоронен на Девятском кладбище Москвы.

## Награды
- Медаль «Серп и Молот»